# ライブジャム2005
ライブジャム2005（らいぶじゃむ、Live Jam 2005）は、日本放送協会（NHK）が制作し、NHK総合テレビで、2005年1月10日（2004年度の成人の日）20：00～21：58に生放送された特別番組である。副題は『大集合　ニッポンの若き挑戦者たち』。なお、北海道旭川市にて毎年初秋に行われる野外ライブイベント「旭川ライブジャム」とは無関係である。

## 概説
1956年（1955年度）から2004年（2003年度）にかけて実施された『NHK青年の主張全国コンクール』→『NHK青春メッセージ』と題された論文発表会がスタートして50周年になったことをきっかけに、それまでの論文発表会を廃止して、番組後半に行われたライブパフォーマンスに特化して開催するイベントに変更された。

この番組は、成人を迎える同世代から絶大な人気を集める歌手、タレント、アーチスト、そしてそれらを目指す若者たちをNHKホールに招き、ステージで日ごろの成果を発表するというもので、これまでの「青年の主張全国コンクール」「青春メッセージ」とはまったく趣の異なる次世代型イベントとして行われた。司会はNHKアナウンサーで、前年までの「NHK青春メッセージ」で最後に司会を務め、2年連続登板となった高市佳明をはじめ、タレントのベッキー、お笑いコンビのダイノジが担当した。
また、本イベントでは『青春メッセージ』時代まで行ってきたラジオ中継（第1放送）をやめ、テレビ一本での放送となった。
なお、1ヶ月後の2005年2月5日（土曜日）15：05～16：50に総合テレビで再放送された。

### NHKホールからの成人の日生放送イベントの終了
これまでの成人の日恒例の企画（青年の主張全国コンクール→青春メッセージ）に代わる新たな次世代イベントとして立ち上げた。
2004年度はNHKでの度重なる不祥事や番組改変をめぐる問題などの関係で時期が悪く、興行的にも視聴率的にも今一つ盛り上がりに欠ける結果となった。さらに、当時司会を務めていたダイノジの二人が放送中、段取りをめぐって言い争いをするハプニングもあった。
2週間後、当時のNHK会長であった海老沢勝二が辞任、後任に橋本元一が就任（2008年1月まで在任）。橋本が「まっすぐ、真剣。」をスローガンにNHKの抜本的な改革を進めていたこともあって、2005年度（2006年）は開催中止となった。当初毎年開催する予定だったものも撤回され、事実上、2005年(2004年度)を最後に「NHK青年の主張全国コンクール」時代から50年間続いた成人の日の大型生放送特番は終了を迎え、同時にNHKホールからも撤退した。
その後、翌2006年(2005年度)は1月9日の20:00～21:58の枠で、当時のNHKの人気お笑い番組『爆笑オンエアバトル』の特別番組「爆笑オンエアバトル成人の日スペシャル」が放送され、さらに翌年以降も成人の日のNHK総合テレビは毎年多彩な特別番組の編成を行っている（ただし大半は新成人に向けたものではなく中高年向けのものが編成される）。
「青春メッセージ」最終回とこのライブジャム2005と2年連続で司会を担当した高市はこの年の春をもって、青森局に異動（2011年現在は再び東京アナウンス室に在籍している）。また、出演したパフォーマーのうち、ロードオブメジャーは2007年に解散した。
なお、2010年(2009年度)1月11日の19:30～20:45の枠にて音楽ドキュメンタリー番組『みんな、20歳だった。』が放送された。生放送ではなかったものの、5年ぶりに成人の日特番が復活した。

## 司会
- 高市佳明（NHKアナウンサー 当時東京アナウンス室所属）-　前年のNHK青春メッセージより2年連続で司会を担当。
- ベッキー
- ダイノジ（大地洋輔・大谷ノブ彦）

## 出演
- 平原綾香（歌手）
- ロードオブメジャー（パンク・ロック・バンド）
- 木乃下真市（三味線奏者）
- 安床ブラザーズ（安床栄人・安床武士/インラインスケート）
- DJ KENTARO（DJ）

- ダイノジ（大地洋輔・大谷ノブ彦/お笑いコンビ）
- ペナルティ（ヒデ・ワッキー/お笑いコンビ）。
- 日本体育大学応援団チアリーダー部VORTEX（ジャパンカップJAPAN CUP2004チアリーディング日本選手権大会優勝）
- 宮城県第三女子高等学校音楽部（第71回NHK全国学校音楽コンクール金賞）
- 弘前石川流やまぶき会（2004年日本民謡民舞全国大会優勝）
- 天理高等学校吹奏楽部(第52回全日本吹奏楽コンクール金賞）

### VTR出演
- 横峯さくら（プロゴルファー）
- 安藤美姫（フィギュアスケート選手）